# 瑪麗·杜絲勒
瑪麗·杜絲勒（英語：Marie Dressler，1868年11月9日—1934年7月28日），美國與加拿大女演員，曾獲得1931年的奧斯卡最佳女主角獎。

## 生平
五岁时莱拉·柯尔柏斯（Leila Koerber）第一次接触表演，她的第一个角色是在教堂的剧院里充当丘比特雕塑，结果由于凳子不稳她掉进了别人的怀抱。十几岁的时候她加入了一个流动的表演队，因为家人不希望她将表演当做自己的事业，她化名为瑪麗·杜絲勒。后来她被百老汇看中，走上了舞台。1914年时，一部戏剧被改编为电影，这使得她走上了大银幕。20年代后好莱坞兴起，这使得她这类的胖演员失去了市场。1917年她重回百老汇，然而后来时来运转，1927年时玛丽在米高梅电影中露面重新获得人气。1934年，玛丽死于癌症。

## 演出
- 《拯女記》（Min and Bill）
- 《愛瑪》（Emma）